# Wez-Velvain
 Wez-Velvain is een dorp in de Belgische provincie Henegouwen, en een deelgemeente van de Waalse gemeente Brunehaut.
Wez-Velvain was een zelfstandige gemeente, tot die bij de gemeentelijke herindeling van 1977 toegevoegd werd aan de gemeente Brunehaut.

## Demografische ontwikkeling
- Bronnen:NIS, Opm:1831 tot en met 1970=volkstellingen, 1976= inwoneraantal op 31 december